# Black Christmas (film, 2019)
Cet article concerne le remake de 2019. Pour le film original de Bob Clark, voir Black Christmas (film, 1974). Pour le remake de 2006, voir Black Christmas (film, 2006).
Pour les articles homonymes, voir Black Christmas.
Pour plus de détails, voir Fiche technique et Distribution.
Black Christmas ou Noël tragique au Québec est un film de Noël horrifique américain coécrit et réalisé par Sophia Takal, sorti en 2019. Il s'agit du deuxième remake du film canadien du même titre(1974), qui avait déjà eu droit à une première relecture en 2006. Néanmoins, il reprend uniquement les bases de l'original et en ré-adapte le reste pour offrir une vision différente de l'histoire ainsi que de nouvelles thématiques.

## Synopsis
C'est bientôt le début des vacances de fin d'année à l'université Hawthorne. Parmi les étudiants qui vont rester sur le campus pendant les fêtes, il y a Riley Stone, une jeune femme ayant été victime d'un acte horrible de la part d'un membre de l'une des fraternité les plus puissantes d'Hawthorne lors de sa première année. Depuis, Riley se fait discrète et timide.
Le soir d'un spectacle de fin d'année, Riley affronte ses peurs et chante avec ses amies une chanson satirique pour dénoncer la culture du viol au sein de l'université. À la suite de cette performance, elle commence à recevoir des messages anonymes et menaçants. Riley devient de plus en plus méfiante et s'inquiète quand l'une des membres de la sororité ne donne plus signe de vie.
Une nuit, Riley et ses amies deviennent les proies d'un violent tueur. Les filles vont devoir affronter cet intrus pour se défendre et l'empêcher de les éliminer.

## Fiche technique
Sauf indication contraire, les informations mentionnées dans cette section peuvent être confirmées par la base de données cinématographiques IMDb,  présente dans la section « Liens externes ».
- Titre original et français : Black Christmas
- Titre québécois : Noël tragique[2]
- Réalisation : Sophia Takal
- Scénario : Sophia Takal et April Wolfe, d'après le film Black Christmas écrit par A. Roy Moore
- Direction artistique : Jo Schwarz
- Costumes : Jaindra Watson
- Photographie : Mark Schwartzbard
- Montage : Jeff Betancourt
- Production : Jason Blum, Ben Cosgrove et Adam Hendricks
- Production déléguée : Greg Gilreath, Zac Locke, Jeanette Volturno et Couper Samuelson
- Sociétés de production : Blumhouse Productions et Divide/Conquer
- Société de distribution : Universal Pictures
- Budget : 5 millions de dollars[3]
- Pays d'origine :  États-Unis,  Nouvelle-Zélande
- Langues originales : anglais
- Format : couleur - 2.39:1 - son Dolby Atmos
- Genre : horreur Slasher
- Durée : 92 minutes
- Dates de sortie :
  - Belgique, France, Suisse romande : 11 décembre 2019
  - États-Unis, Québec : 13 décembre 2019
- interdit aux moins de 12 ans

## Distribution
- Imogen Poots (VFB : Claire Tefnin ; VQ : Stéfanie Dolan) : Riley Stone
- Aleyse Shannon (en) (VFB : Mélissa Windal ; VQ : Kim Jalabert) : Kris Waterson
- Lily Donoghue (en) (VFB : Marie Braam ; VQ : Romy Kraushaar-Hébert) : Marty Coolidge
- Brittany O'Grady (en) (VFB : Ludivine Deworst ; VQ : Geneviève Bédard) : Jesse Bolton-Sinclair
- Caleb Eberhardt (de) (VFB : Maxime Van Santfoort ; VQ : Iannicko N'Doua): Landon
- Cary Elwes (VFB : Nicolas Matthys ; VQ : Antoine Durand) : le professeur Gelson
- Madeleine Adams (VFB : Audrey d'Hulstère ; VQ : Ludivine Reding) : Helena Rittenhouse
- Ben Black (VFB : Bruno Mullenaerts ; VQ : Louis Lacombe-Petrowski) : Phil McIllaney
- Simon Mead (VFB : Arthur Dubois ; VQ : Alexandre Bacon) : Nate
- Nathalie Morris (VFB : Annaïg Bouguet): Fran Abrams
- Zoë Robins : Oona
- Ryan McIntyre : Brian Huntley
- Mark Neilson (VQ : Sylvain Hétu) : l'agent Gil
- Lucy Currey : Lindsay Helms

 Source et légende : version québécoise (VQ) sur Doublage.qc.ca et version francophone belge (VFB) sur AlloDoublage.

## Développement

### Production
En juin 2019, il est dévoilé que Jason Blum produirait un second remake du film canadien Black Christmas de Bob Clark. Il est également annoncé qu'Adam Hendricks du studio Divide/Conquer se joindrait à Blum pour co-produire le film.
Quelques jours plus tard, Sophia Takal rejoint le film en tant que réalisatrice et scénariste. Cela marque sa seconde collaboration avec Blum après sa participation à un épisode de la série télévisée Into the Dark, produite par Blum.
En juillet 2019, plusieurs sites spécialisés annonce que le film ne serait pas un remake complet du premier film mais une réadaptation moderne reprenant uniquement les bases de l'histoire. Cette version est alors décrite comme féministe par le site Bloody Disgusting qui dévoile qu'elle devrait illustrer une génération de jeunes femmes « qui veulent montrer au tueurs qu'elles ne veulent pas se laisser faire et être de simple victimes ».
Peu avant la sortie du film, il est annoncé qu'il sera classé PG-13 par la Motion Picture Association of America aux États-Unis, soit « déconseillé aux moins de 13 ans, accord parental recommandé », une classification assez faible aux États-Unis pour un film d'horreur où ses derniers sont généralement classés R, soit « interdit aux moins de 18 ans », comme l'étaient les deux précédents Black Christmas.
Cette classification inquiète vite les fans d'horreur pour qui le premier Black Christmas est considéré comme culte. La co-scénariste du film, April Wolfe, révélera que le film a été écrit dans l'optique d'être classé R mais qu'après plusieurs séances tests, il a été décidé de le re-monter de façon à le rendre visible au cinéma par des spectateurs de moins de 18 ans, considérant cette nouvelle version de l'histoire comme importante en raison des thématiques modernes qu'elle aborde et défend.

### Attribution des rôles
En juin 2019, après l'annonce du projet, Imogen Poots, Aleyse Shannon, Brittany O'Grady, Lily Donoghue et Caleb Eberhardt rejoignent la distribution du film. Quelques jours plus tard, Cary Elwes signe à son tour pour le rôle d'un professeur.

### Tournage
Le tournage commence le 23 juin 2019 en Nouvelle-Zélande. Il a duré vingt-sept jours aux alentours des villes de Dunedin et Oamaru ainsi que à l'Université d'Otago. Il se termine le 30 juillet 2019.